# Diaptomus castor
Diaptomus castor är en kräftdjursart som först beskrevs av Louis Jurine 1820.
Diaptomus castor ingår i släktet Diaptomus och familjen Diaptomidae. Arten är reproducerande i Sverige.